# デイン・デハーン
デイン・デハーン（Dane DeHaan, 1986年2月6日 - ）は、アメリカ合衆国の俳優。

## 来歴
ペンシルベニア州アレンタウン出身。ノースカロライナ芸術学校で学ぶ。
2008年、『アメリカン・バッファロー』のブロードウェイ公演でハーレイ・ジョエル・オスメントの代役を務めてキャリアを開始。その後『LAW & ORDER:性犯罪特捜班』で初めてテレビの役を得たほか、ジョン・セイルズ監督の『Amigo』などに出演した。2010年に放送されたHBOの『In Treatment』の第3シーズンにレギュラー出演し、高い評価を得た。
2011年、『トゥルーブラッド』の第4シーズンに出演。2012年には20世紀フォックスのスーパーナチュラル映画『クロニクル』で主演を務めるほか、ジョン・ヒルコート監督の『欲望のバージニア』に出演する。

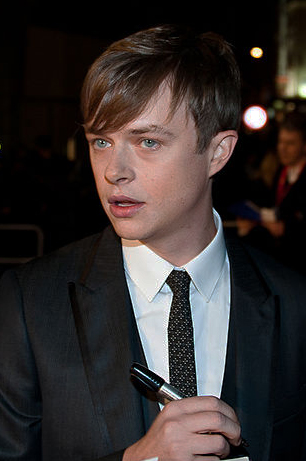
2013年

2014年公開の『アメイジング・スパイダーマン2』では、主人公ピーター・パーカーの親友ハリー・オズボーンを演じた。
また2014年、プラダの春夏メンスズコレクションの広告のモデルに起用された。

### プライベート
女優のアナ・ウッドと高校在学中の2006年から交際を始め、2012年に結婚。2017年には二人の間に第1子となる女児が誕生した。
2020年には第2子となる男児が誕生した。

## フィルモグラフィ

### 映画
| 公開年 | 邦題 原題                                                                 | 役名                                    | 備考                                          | 吹き替え           |
| ------ | ------------------------------------------------------------------------- | --------------------------------------- | --------------------------------------------- | ------------------ |
| 2010   | パトリシア・コーンウェル 捜査官ガラーノ At Risk                           | カル・トラッド                          | テレビ映画                                    |                    |
| 2010   | パトリシア・コーンウェル 前線 The Front                                   | カル・トラッド                          | テレビ映画                                    |                    |
| 2010   | Amigo                                                                     | ギル                                    |                                               | N/A                |
| 2012   | クロニクル Chronicle                                                      | アンドリュー・デトマー                  |                                               | 水島大宙           |
| 2012   | Jack and Diane                                                            | クリス                                  |                                               | N/A                |
| 2012   | 欲望のバージニア Lawless                                                  | クリケット・ペイト                      |                                               | 山崎健太郎         |
| 2012   | プレイス・ビヨンド・ザ・パインズ/宿命 The Place Beyond the Pines          | ジェイソン                              |                                               | 成瀬誠             |
| 2012   | リンカーン Lincoln                                                        | 兵士                                    |                                               |                    |
| 2013   | キル・ユア・ダーリン Kill Your Darlings                                   | ルシアン・カー                          |                                               | 河本啓佑           |
| 2013   | デビルズ・ノット Devil's Knot                                             | クリス・モーガン                        |                                               | 石原由宇           |
| 2013   | メタリカ・スルー・ザ・ネヴァー Metallica Through the Never                | トリップ                                |                                               | （吹き替え版なし） |
| 2014   | アメイジング・スパイダーマン2 The Amazing Spider-Man 2                    | ハリー・オズボーン / グリーン・ゴブリン |                                               | 石田彰             |
| 2014   | ライフ・アフター・ベス Life After Beth                                    | ザック・オーフマン                      |                                               | 梶裕貴             |
| 2015   | 聖杯たちの騎士 Knight of Cups                                             | ポール                                  |                                               |                    |
| 2015   | ディーン、君がいた瞬間 Life                                               | ジェームズ・ディーン                    | [ 14 ]                                        | （吹き替え版なし） |
| 2016   | ホワイト・ラバーズ Two Lovers and a Bear                                  | ローマン                                |                                               | （吹き替え版なし） |
| 2016   | フェリシーと夢のトウシューズ Ballerina                                    | ヴィクター                              | 声の出演                                      | 花江夏樹           |
| 2016   | キュア 〜禁断の隔離病棟〜 A Cure for Wellness                             | ロックハート                            | 日本劇場未公開                                | 下妻由幸           |
| 2017   | ヴァレリアン 千の惑星の救世主 Valerian and the City of a Thousand Planets | ヴァレリアン                            |                                               | 日野聡             |
| 2017   | チューリップ・フィーバー 肖像画に秘めた愛 Tulip Fever                     | ヤン・ファン・ロース                    |                                               | 大森大樹           |
| 2019   | ビリー・ザ・キッド 孤高のアウトロー The Kid                               | ビリー・ザ・キッド                      | 別題『スリー・ジャスティス 孤高のアウトロー』 | 西村健志           |
| 2023   | オッペンハイマー Oppenheimer                                              | ケネス・ニコルズ                        |                                               | 草野峻平           |
| 2023   | ダム・マネー ウォール街を狙え! Dumb Money                                 | ブラッド                                |                                               | （吹き替え版なし） |

### テレビシリーズ
| 放映年 | 邦題 原題                                                  | 役名                       | 備考                          | 吹き替え |
| ------ | ---------------------------------------------------------- | -------------------------- | ----------------------------- | -------- |
| 2008   | LAW & ORDER:性犯罪特捜班 Law & Order: Special Victims Unit | ヴィンセント・ベックウィズ | 第10シーズン第4話「歪んだ月」 |          |
| 2010   | イン・トリートメント In Treatment                          | ジェシー・ダマト           | 計7話出演                     |          |
| 2011   | トゥルーブラッド True Blood                                | ティンボ                   | 計3話出演                     |          |
| 2020   | ZeroZeroZero 宿命の麻薬航路 ZeroZeroZero                   | クリス・リンウッド         | 計8話出演                     | 石田彰   |
| 2020   | The Stranger                                               | Carl E.                    | 計13話出演                    | N/A      |
| 2021   | リーシーの物語 Lisey's Story                               | ジム・ドゥーリー           | ミニシリーズ                  | 小林親弘 |
| 2022   | ザ・ステアケース -偽りだらけの真実- The Staircase          | クレイトン・ピーターソン   | ミニシリーズ                  | 榎木淳弥 |

### ミュージックビデオ
- イマジン・ドラゴンズ「I Bet My Life」（2014年）[15]